# Ścieżki przyrodnicze w Bieszczadzkim Parku Narodowym
Ścieżki przyrodnicze w Bieszczadzkim Parku Narodowym – lista obejmuje ścieżki przyrodnicze oraz inne ścieżki dydaktyczne znajdujące się na terenie i pod opieką Bieszczadzkiego Parku Narodowego.

## Ścieżki przyrodnicze
- Ścieżka przyrodnicza „Bukowe Berdo”
- Ścieżka przyrodnicza „Połonina Caryńska” – symbolem ścieżki jest: buk zwyczajny. Składa się z  35 przystanków:

| nr   | przystanek                                                                       | wysokość [m n.p.m.] |
| ---- | -------------------------------------------------------------------------------- | ------------------- |
| 1.   | Brzeg Wołosatego-olszynka karpacka, kamieniec i potok                            | 640                 |
| 2.   | Ślady zagrody i kolejki leśnej                                                   | 660                 |
| 3.   | Olszynka porolna                                                                 | 680                 |
| 4.   | Sztuczna świerszczyna                                                            | 690                 |
| 5.   | Przejście przez potok                                                            | 690                 |
| 6.   | Buczyna z podszytem leszczyny                                                    | 710                 |
| 7.   | Wcios potoku                                                                     | 760                 |
| 8.   | Żyzna buczyna                                                                    | 830                 |
| 9.   | Zarastająca polana                                                               | 950                 |
| 10.  | Rumowisko skalne i stary las                                                     | 980                 |
| 11.  | Buczyna czosnkowa                                                                | 1050                |
| 12.  | Górna granica lasu                                                               | 1060                |
| 13.  | Różnorodność zbiorowisk połoninowych i ich sezonowa zmienność                    | 1120                |
| 14.  | Panorama ze szczytu i ochrona muraw alpejskich                                   | 1230                |
| 15.  | Grechoty (gołoborza)                                                             | 1220                |
| 16.  | Wpływ ukształtowania i geologii stoku na zróżnicowanie zbiorowisk połoninowych   | 1240                |
| 17.  | Ostaniec na grzbiecie połoniny                                                   | 1270                |
| 18.  | Panorama ze szczytu Połoniny Caryńskiej, zróżnicowanie roślinności naskalnej     | 1270                |
| 19.  | Ziołorośle ze szczawiem alpejskim i źródełko                                     | 1210                |
| 20.  | Ochrona zbiorowisk nieleśnych w Bieszczadzkim Parku Narodowym                    | 1040                |
| 21.  | Źródlisko                                                                        | 960                 |
| 22.  | Jałowczysko zarastające polane                                                   | 910                 |
| 23.  | Bogactwo gatunków na zarastającej polanie                                        | 830                 |
| 24.  | Porównanie trzech buczyn                                                         | 820                 |
| 25.  | Potok                                                                            | 790                 |
| 26.  | Buczyna typowa – motyle żyjące w buczynach                                       | 770                 |
| 27.  | Wieś Berehy Górne i cmentarz                                                     | 760                 |
| 17a. | Regeneracja zbiorowisk połoninowych na dawnym szlaku i sztandarowe formy świerka | 1210                |
| 18a. | Górna granica lasu                                                               | 1140                |
| 19a. | Buczyna kwaśna na stromym zboczu                                                 | 1100                |
| 20a. | Zarastające borówczysko                                                          | 1010                |
| 21a. | Torfowisko niskie                                                                | 950                 |
| 22a. | Psiara na suchym zboczu                                                          | 900                 |
| 23a. | Ślady dawnej wsi                                                                 | 870                 |
| 24a. | Odsłonięcie – budowa fliszu karpackiego                                          | 860                 |

- Ścieżka przyrodnicza „Połonina Wetlińska”
- Ścieżka przyrodnicza „Rozsypaniec – Krzemień”
- Ścieżka przyrodnicza „Suche Rzeki-Smerek”
- Ścieżka przyrodnicza „Ustrzyki Górne-Szeroki Wierch”
- Ścieżka przyrodnicza „Ustrzyki Górne-Wołosate”
- Ścieżka przyrodnicza „Wielka Rawka”

## inne ścieżki
- Ścieżka przyrodniczo-historyczna „Wołosate-Tarnica”
- Ścieżka przyrodniczo-historyczna „W dolinie górnego Sanu”
- Ścieżka dendrologiczno-historyczna „Berehy Górne”